# 에데르송 아우베스 히베이루 시우바
에데르송 아우베스 히베이루 시우바(포르투갈어: Éderson Alves Ribeiro Silva, 1989년 3월 13일 ~ )는 브라질의 축구 선수로 포지션은 공격수이다.